# Duca de Mouchy

Stemma dei Duchi de Mouchy : De gueules, à la bande d'or. L'écu sommé d'une couronne ducale, bonnet et manteau de gueules (in quanto Grandi di Spagna).

Il titolo di Duca de Mouchy era un pari di Francia detenuto da un ramo cadetto della famiglia Noailles.
Il fondatore del ramo, Philippe, conte de Noailles 1715-1794), era il fratello minore di Louis, IV duca de Noailles ed un maresciallo di Francia.
Ricevette il titolo spagnolo di principe di Poix nel 1729, e quello di Duca de Mouchy, anch'esso un titolo spagnolo, nel 1747, quando alla nascita del suo primogenito il titolo di principe di Poix divenne titolo di cortesia per l'erede. Nel 1767 Philippe de Noailles l'ulteriore titolo non ereditario di Duca di Poix.
Tre dei figli maschi di Noailles morirono durante l'infanzia, l'ultimo prima della nascita del successore del duca, Philippe-Louis-Marc-Antoine de Noailles, che fu quindi principe de Poix dalla nascita. Alla morte di suo padre divenne principe-duca de Poix e spagnolo duca de Mouchy. Nel 1817, durante la Restaurazione fu creato duca de Mouchy come pari francese. Da quel momento, il capo della linea maschile è stato duc de Mouchy e prince-duc de Poix.
Nel 1978 Philippe de Noailles, duca di Mouchy, si risposò con Joan Dillon, figlia di C. Douglas Dillon (celebre politico e banchiere)  e vedova del Principe Carlo di Lussemburgo.

## Duchi di Mouchy (1817)
Dalla creazione fra i Pari di Francia, i detentori sono stati:
- Philippe de Noailles, I duca de Mouchy (1715 - 1794)
- Philippe-Louis-Marc-Antoine de Noailles, II duca de Mouchy (1752-1819)
- Charles Arthur Tristan Languedoc de Noailles, III duca de Mouchy (1771-1834)
- Antonin Claude Dominique Just de Noailles, IV duca de Mouchy (1777-1846)
- Charles Philippe Henri de Noailles, V duca de Mouchy (1808-1854)
- Antoine Just Léon Marie di Noailles, VI duca de Mouchy (1841-1909)
- Henri Antoine Marie de Noailles, VII duca de Mouchy (1890-1947)
- Philippe François Armand Marie de Noailles, VIII duca de Mouchy (1922-2011)
- Antoine Georges Marie de Noailles, IX duca de Mouchy (1950)

## Fonti
- Héraldique européenne: Maison de Noailles Archiviato il 26 dicembre 2012 in Internet Archive. (Araldica Europea): Casato di Noailles, in francese)
- An Online Gotha: Noailles, su angelfire.com.
- Armory of the French Hereditary Peerage (1814-30), su heraldica.org.